# 사회적 지지
사회적 지지(Social support,社會的支持)는 어떤 사람을 둘러싸고 있는 중요한 타인 또는 외부환경에게서 얻는 여러 가지 형태의 원조이다. 이러한 의미에서 그러한 원조 원을 사회적 지지원이라고 하며 자신을 둘러싼 사회적 지지원의 관계를 사회적 지지망(사회적 지지 네트워크,Social Support Network) 또는 소셜 네트워크로도 언급될수있다.

## 다양한 사회적 자원
사회적 지지는 어떤 사람을 둘러싸고 있는 중요한 타인에게서 얻는 여러 가지 형태의 원조로서 이를 사회적 자원으로 볼 수 있으며 이러한 여러 형태에는 무형의 정서적인 감정지지나  정보 자원의 제공 또는 물질적 원조의 자산 제공등 유형,무형의 사회적 지지를 폭넓게 포함한다. 현대에 들어서 많은 연구결과 애완동물과의 일상생활에서의 경험 역시 높은 사회적 지지의 자원으로 언급되고 있으며 심리적 가족 구성원으로 보고되고 있다.

## 같이 보기
- 자아
- 심리적 스트레스
- 복지
- 역할수행이론